# الرعاية الصحية لمجتمع الميم
موضوعات مجتمع الميم في الطب هي تلك التي تتعلق بالتفاوتات الصحية للمثليات والمثليين ومزدوجي التوجه الجنسي والعابرين (المتحولين) جنسيًا، والمشاكل الخاصة بهم وحصولهم على الخدمات الصحية. وفقًا للجمعية الطبية الأمريكية للمثليين والمثليات (جي إل إم إيه)، فإلى جانب فيروس نقص المناعة البشرية المكتسبة/الإيدز، تشمل القضايا المتعلقة بصحة مجتمع الميم سرطان الثدي وعنق الرحم والتهاب الكبد والصحة العقلية وتعاطي المخدرات وتعاطي التبغ والاكتئاب والحصول على الرعاية الصحية للأشخاص المتحولين جنسيًا والقضايا المتعلقة بالزواج والاعتراف الأسري، وعلاج التحويل وتشريعات الرفض والقوانين التي تهدف إلى «تحصين متخصصي الرعاية الصحية من مسؤولية التمييز ضد الأشخاص الذين يعارضونهم في الهوية الجنسية».
قد يواجه أفراد مجتمع الميم عوائق في الوصول إلى الرعاية الصحية على أساس توجههم الجنسي و/أو هويتهم أو تعبيرهم الجنسي. يتجنب الكثيرون الرعاية الصحية أو يؤخرونها أو يتلقون رعاية غير مناسبة أو دون المستوى بسبب الرهاب الحقيقي أو المحسوس للمثلية والتحول الجنسي والتمييز من قبل مقدمي الرعاية الصحية والمؤسسات؛ وبعبارة أخرى، بسبب التجارب الشخصية السلبية، وافتراض أو توقع التعرض لتجارب سيئة بسبب التجارب التي مر بها أفراد مجتمع الميم الأخرون، أو كليهما.

غالبًا ما يُشار إلى أن سبب ذلك هو الانحياز الجنسي المغاير في الرعاية الطبية والأبحاث: 
«يمكن أن يكون الانحياز الجنسي المغاير مقصودًا (بهدف خفض تمويل أو دعم المشاريع البحثية التي تركز على التوجه الجنسي) أو غير مقصودًا (كالأسئلة الديموغرافية التي تطلب من الأشخاص تصنيف أنفسهم على أنهم متزوجون أو مطلقون أو عُزَّب). تحد هذه الأشكال من التمييز الأبحاث الطبية وتؤثر سلبًا على الرعاية الصحية لأفراد مجتمع الميم. هذا التفاوت شديد بشكل خاص بالنسبة للمثليات (مقارنةً بالرجال المثليين) لأنهن يعانين من الاضطهاد لكونهن إناثًا ومثليات أيضًا».
خاصة مع المريضات المثليات، قد يتعرضن للتمييز بثلاث أشكال:
1. المواقف المعادية للمثلية
2. الأحكام والسلوك المنحاز جنسيًا للمغايرين
3. التحيز العام على أساس الجنس - التركيز بشكل أساسي على الاهتمامات والخدمات الصحية للذكور، وتعيين النساء للقيام بوظائف صحية منخفضة المستوى بالنسبة للرجال، كما هو الحال مع مقدمي الخدمات ومتلقي الخدمة.

## القضايا التي تؤثر على مجتمع الميم بشكل عام
تشير الأبحاث من المملكة المتحدة إلى وجود أدلة محدودة يمكن من خلالها استخلاص استنتاجات عامة حول صحة المثليات والمثليين ومزدوجي التوجه الجنسي والمتحولين جنسيًا لأن الدراسات الوبائية لم تدمج التوجه الجنسي كعامل في جمع البيانات. تشير مراجعة الأبحاث التي أُجريت إلى عدم وجود فروق في المشاكل الصحية الرئيسية بين أفراد مجتمع الميم وعامة السكان، على الرغم من أن أفراد مجتمع الميم يعانون بشكل عام من ضعف صحي، مع عدم وجود معلومات عن الأمراض الشائعة والرئيسية، أو السرطانات أو الصحة على المدى الطويل. يبدو أن أفراد مجتمع الميم يعانون من صحة سيئة مقارنةً بعامة الناس، إذ ترتفع مستويات الاكتئاب والقلق والتفكير في الانتحار بين 2 و3 مرات مقارنةً بمستويات عامة الناس. يبدو أن أفراد مجتمع الميم يعانون من اضطرابات في الأكل وإيذاء النفس، ولكن من مستويات سمنة وعنف منزلي مماثلة لعامة السكان؛ ويبدو أن قلة ممارسة الرياضة والتدخين منتشرة أكثر ومستويات تعاطي المخدرات أعلى، في حين أن مستويات استهلاك الكحول مشابه لعامة الناس. تبين أن تكيس المبايض والعقم أكثر شيوعًا بين المثليات من النساء المغايرات. يشير البحث إلى وجود حواجز ملحوظة بين مرضى مجتمع الميم والمهنيين الصحيين، والأسباب المقترحة هي رهاب المثلية، والافتراضات الخاصة بالمغايرين جنسيًا ونقص المعرفة وسوء الفهم والحذر المفرط. حُددت عوائق مؤسساتية أيضًا، بسبب الافتراضات الخاصة بالمغايرين جنسيًا، والإشارات غير الملائمة وضعف الحفاظ على خصوصية المريض وانقطاع وغياب الرعاية الصحية الخاصة بمجتمع الميم ونقص التدريب النفسي الجنسي المناسب. ارتبطت نحو 30% من جميع حالات الانتحار المكتملة بأزمة الهوية الجنسية. أفاد طلاب مجتمع الميم أنهم أكثر عرضة بخمس مرات للتغيب عن المدرسة لأنهم يشعرون بعدم الأمان بعد تعرضهم للتنمر بسبب توجهاتهم الجنسية.
تشير الأبحاث إلى أن المشكلات التي تواجه أفراد مجتمع الميم منذ سن مبكرة، مثل استهدافهم بالتنمر والاعتداء والتمييز، تساهم بشكل كبير في تزايد مستويات الاكتئاب والانتحار ومشكلات الصحة العقلية الأخرى في مرحلة البلوغ. تشير الأبحاث الاجتماعية إلى أن أفراد مجتمع الميم يتعرضون للتمييز في الحصول على الرعاية الصحية.
إحدى الطرق التي حاول بها أفراد مجتمع الميم التعامل مع الرعاية الصحية التمييزية هي البحث عن مقدمي رعاية صحية «رفقاء مع مجتمع الميم».

## أسباب الفوارق الصحية لمجتمع الميم
بعض أسباب نقص الحصول على الرعاية الصحية بين أفراد مجتمع الميم هي: التمييز المحسوس أو الحقيقي، وعدم المساواة في مكان العمل وقطاعات التأمين الصحي، ونقص الرعاية المختصة بسبب قلة التدريب الصحي للتعامل مع مشاكل مجتمع الميم في الكليات الطبية. يمكن لنقص أو انعدام معرفة متخصصي الرعاية الصحية بمجتمع الميم أن يؤدي إلى نقص أو انخفاض نوع الرعاية الصحية التي تتلقاها هذه العائلات. «بشكل أساسي، تُهمل احتياجات الرعاية الصحية الخاصة بالمثليات دون أن يلاحظها أحد، أو تُعتبر غير مهمة أو تُتجاهل ببساطة» (ديبولد، 2007؛ وازس، 2009). هذا الاقتباس مأخوذ من مقال الأمهات المهمشات: النساء المثليات يتفاوضن على خدمات الرعاية الصحية المنحازة للمغايرات، والذي يتحدث عن كيفية تأثير أساليب الانحياز الجنسي المغاير على الطريقة التي يُنظر بها إلى المثليات. مثل هذه الآراء تقود للاعتقاد بأن التدريب على الرعاية الصحية يمكن أن يستثني المواضيع المتعلقة برعاية مجتمع الميم ويجعل بعض أعضاء مجتمع الميم يشعرون كما لو أنه يمكن إقصاؤهم من الرعاية الصحية دون أي عواقب جسدية. تتمثل إحدى القضايا البارزة في النقص النسبي في البيانات الرسمية حول الهوية الجنسية التي يمكن لصانعي السياسات الصحية استخدامها لتخطيط سياسات وبرامج صحية وتقدير تكلفتها وتنفيذها وتقييمها لتحسين صحة السكان المتحولين جنسيًا. راجع «مشروع ما نعرفه» آلاف الدراسات التي خضعت لمراجعة الأقران ووجد رابطًا قويًا بين التمييز والضرر الذي يلحق بصحة مجتمع الميم. أظهرت النتائج أن وجود التمييز ووصمة العار والتحيز يولد مناخًا اجتماعيًا معاديًا يزيد من مخاطر تدهور الصحة العقلية والبدنية، حتى بالنسبة لأولئك الذين لا يتعرضون للتمييز مباشرةً. هذا يُولد حالةً تُعرف باسم «ضغوط الأقليات» والتي تشمل تدني الثقة بالنفس والتوقعات، والخوف من التمييز ووصمة العار الداخلية - والتي تساهم جميعها في التفاوتات الصحية.